# Дебра Лоуренс
Дебра Лоуренс (англ. Debra Lawrence; нар. 1 січня 1957) — австралійська акторка, найбільше відома своєю роллю Піппи Росс у телесеріалі «Додому і в дорогу», у якому вона грала з 1990 по 1998 рік. До цього, вона з'являлася в ролі запрошеної зірки, а її остання поява була у 2009 році.

## Біографія
Дебра Лоуренс народилася у Мельбурні, штат Вікторія і була другою найменшою з шести дітей. У 1974 році вона захотіла навчатися акторській майстерності в Національному інституті драматичного мистецтва (NIDA), куди і поступила. Серед її однокурсників були Мел Гібсон, Стів Біслі, Джуді Девіс і Роберт Мензіс. Лоуренс закінчила інститут в 1977 році.

## Кар'єра
Після випуску, її запрошували грати багато епізодичних ролей, в тому числі роль Прю Ватерман в телесеріалі «Сім'я Салліван» (1976), роль Шейли Тернер («Повітряний шлях»), Керрі Берджесс («Примітивна країна» (1982)) і Лізи ("Белламі (1981)). Вона також фігурувала в низці мінісеріалів, у тому числі в «Останньому злочинці», серіалі про Неда Келлі, легендарного розбійника. Пізніше, вона грала у деяких художніх фільмах, включаючи «Срібне місто».
Великим досягненням Лоуренс було отримання головної ролі у відомій комедії каналу ABC «Швидкісна смуга». Після цього успіху, вона з'явилася в фільмі «Ангели зла» з Меріл Стріп у головній ролі (випущений як «Крик у темряві» за межами Австралії та Нової Зеландії), та «Два брати, що біжать» з Томом Конті.
З 23 липня 1990 року вона пройшла проби на роль Піппи Флетчер (пізніше Росс), яку раніше грала Ванесса Даунінг і продовжувала грати у «Додому і в дорогу» поки не покинула серіал в 1998 році, хоча й часто поверталася як запрошена зірка.
Дебра Лоуренс знаменита за роль Лізи Кук в «Синах і дочках» (1983—1984) та ув'язненої Дафни Грем у «Арештанті» з 1985 по 1986 рр., а також, набагато раніше, вона була запрошена зіграти роль медсестри і тюремного наглядача-стажиста на ім'я Салі Дін. До того ж, Дебра грала другорядну роль Грейс Кертіс, нещасливої дружини Тома Кройдона, у телесеріалі «Блу Хілерс» з 2001 по 2004 рік.
Театральні сцени Дебри включають в себе участь у Лондонському турі Джека Девіса «Без цукру», роль Ві у постановці «Пам'ять води» Мельбурнською театральною трупою, участь у турі «Сталеві магнолії» 2009 року в ролі Мілин; і головну роль у турі під назвою «Шофер міс Дейзі» (2010).
В останні роки вона веде семінари з вокальної та комунікативної майстерності; головна її мета — допомога жінкам бути почутими у робочому середовищі. Семінари, під назвою «Чи Вас чують?» — дуже популярні серед працівників різних сфер; вони побудовані на практичному досвіді, і, як виявилося, їх відвідування здатне змінити самих відвідувачів.

## Вибрана фільмографія
- 1990—2009 — Додому і в дорогу / Піппа Флетчер (Росс)
- 2012 — Леді-детектив міс Фрайні Фішер / місис Моббс
- 2016 — Вентворт / Фейт Проктор
- 2018—2019 — Сусіди / Ліз Конвей
- 2021 — Клікбейт / директорка Геллер
- 2024 — Рікі Стенікі / місис Левін

## Особисте життя
Вона зустріла свого майбутнього чоловіка Денніса Корда коли він пробувався на роль другого чоловіка Піппи Майкла Росса із «Додому і в дорогу». Вони одружилися в 1992 році і мають двох дітей: Грейс (1992 р.н.) і Вільяма (1999 р.н). Вони займаються благодійністю для соціально незахищених дітей та молоді (Barnardos) в Австралії, і Дебра вважає, що «Тепер її власні діти розуміють, що у світі є діти, які потребують допомоги.»

## Цікаві факти
Улюблена книга Лоуренс — «Здрастуйте, містер Бог, це Анна».
Її улюблений фільм — «Бенкет Бабетти».
Її улюблений ресторан — «Тетсуя», особливо меню дегустації.
Дебра ніколи не дивилася «Додому і в дорогу» перед своєю участю, бо вона б була змушена подивитися п'ятдесят серій.
Роль, яку вона найбільше хотіла б зіграти — Леді Макбет у трагедії Шекспіра «Макбет».